# Urnummulites
Urnummulites es un género de foraminífero bentónico de la subfamilia Rotaliinae, de la familia Rotaliidae, de la superfamilia Rotalioidea, del suborden Rotaliina y del orden Rotaliida. Su especie tipo es Urnummulites schaubi. Su rango cronoestratigráfico abarca el Thanetiense (Paleoceno superior).

## Clasificación
Urnummulites incluye a la siguiente especie:
- Urnummulites schaubi †